# فیلیکس ون گرینینگن
فیلیکس ون گرینینگن (انگلیسی: Felix Van Groeningen؛ زاده ۳ مارس ۱۹۷۷) کارگردان اهل بلژیک است.